# 千葉県道213号成東停車場線
千葉県道213号成東停車場線（ちばけんどう213ごう なるとうていしゃじょうせん）は、千葉県山武市内の一般県道である。

## 路線データ
- 起点：山武市津辺（総武本線・東金線 成東駅）
- 終点：山武市津辺「津辺」交差点
国道126号交点・千葉県道76号成東酒々井線終点・千葉県道118号成東山武線・千葉県道121号成東鳴浜線始点

なお、「（信号・交差点名 無し）」交差点から「津辺」交差点の100mは千葉県道76号成東酒々井線との重複区間である。

## 通過する自治体
- 山武市